# 8524 Paoloruffini
8524 Paoloruffini este un asteroid din centura principală de asteroizi.

## Descriere
8524 Paoloruffini este un asteroid din centura principală de asteroizi. A fost descoperit pe 2 septembrie 1992 la Observatorul La Silla de Eric Walter Elst. El prezintă o orbită caracterizată de o semiaxă mare de 2,37 ua, o excentricitate de 0,11 și o înclinație de 7,2° în raport cu ecliptica.